# Erik Cassel
Erik Cassel (Los Angeles, 16 de dezembro de 1967 – São Francisco, 11 de fevereiro de 2013) foi um empresário e programador estadunidense, conhecido por ser o cofundador da Roblox Corporation (desenvolveu a plataforma de jogos conhecida como Roblox) e da Knowledge Revolution junto com David Baszucki.

## Biografia
Cassel conviveu com computadores desde jovem e aprendeu a programar em um Radio Shack TRS-80 na escola secundária. Ele comentou que, durante o recreio, programava jogos: "Eu programava um jogo e tinha apenas alguns minutos para jogá-lo antes que o sinal tocasse. O computador não tinha um disco rígido, então eu perderia o programa e teria que escrever um novo no dia seguinte. Isso realmente me motivou a me tornar um bom programador. Quanto mais rápido e melhor eu pudesse codificar, mais tempo teria para jogar".
David Baszucki conheceu Cassel como um graduado recente em 1989. Cassel leu na revista MacUser sobre uma empresa de software que Bascuzcki estava construindo e voou para uma entrevista de emprego, de acordo com Baszucki. Uma olhada em um software que Cassel escreveu para o departamento de física de sua escola convenceu Baszucki a contratar Cassel na hora. Os dois passaram quase uma década construindo softwares educacionais para o ensino de física e eventualmente venderam a empresa por 20 milhões de dólares. Eles se separaram alguns anos após a aquisição, mas mantiveram contato.
Em 2004, eles criaram a ideia para o Roblox Baszucki comentou: "Quando Erik construía algo, ele sempre fazia certo. Nunca houve uma questão de hack, band-aid ou bolt-on com Erik quando se tratava de engenharia de software". Em 2010, Erik comentou: "É divertido fazer parte de algo à medida que ele cresce e você pode relembrar todas as coisas que aconteceram e o quão longe chegamos. Por outro lado, Roblox continua mudando e crescendo. Daqui a um ano, vou olhar para trás e pensar nisso como parte do 'começo' também".
Erik morreu em 11 de fevereiro de 2013, após uma batalha de três anos contra um câncer. Segundo o Business Insider, "De muitas maneiras, a memória de Cassel vive no mundo de Roblox — real e virtual — desde o emocionante blog memorial escrito por Baszucki, onde ele declara que seu cofundador é o 'cara mais legal que já conheci', até um memorial dentro do próprio jogo feito por seus filhos para celebrar sua memória".